# Audifia
Audifia is een geslacht van spinnen uit de  familie van de Theridiidae (kogelspinnen).

## Soorten
- Audifia duodecimpunctata Simon, 1907
- Audifia laevithorax Keyserling, 1884
- Audifia semigranosa Simon, 1895